# Acrossocheilus aluoiensis
Acrossocheilus aluoiensis är en fiskart som först beskrevs av Nguyen, 1997.  Acrossocheilus aluoiensis ingår i släktet Acrossocheilus och familjen karpfiskar. Inga underarter finns listade i Catalogue of Life.